# Las Vegas 500K 1998
Las Vegas 500K 1998 var ett race som var den elfte och sista deltävlingen i Indy Racing League 1998. Racet kördes den 11 oktober på Las Vegas Motor Speedway. Arie Luyendyk tog karriärens sista seger, men den huvudsakliga händelsen var att Kenny Bräck säkrade sin första titel genom en tiondeplats. Sam Schmidt slutade tvåa, medan Buddy Lazier blev trea i racet.

## Slutresultat
| Plats | Förare           | Team                   | Grid |
| ----- | ---------------- | ---------------------- | ---- |
| 1     | Arie Luyendyk    | Treadway Racing        | 14   |
| 2     | Sam Schmidt      | LP Racing              | 23   |
| 3     | Buddy Lazier     | Hemelgarn Racing       | 17   |
| 4     | John Paul Jr.    | Byrd-Cunningham Racing | 7    |
| 5     | Eddie Cheever    | Cheever Racing         | 10   |
| 6     | Brian Tyler      | Team Pelfrey           | 22   |
| 7     | Robbie Buhl      | Team Menard            | 5    |
| 8     | Marco Greco      | Phoenix Racing         | 3    |
| 9     | Steve Knapp      | PDM Racing             | 21   |
| 10    | Kenny Bräck      | A.J. Foyt Enterprises  | 6    |
| 11    | Buzz Calkins     | Bradley Motorsports    | 12   |
| 12    | Scott Sharp      | Kelley Racing          | 11   |
| 13    | Stan Wattles     | Metro Racing Systems   | 25   |
| 14    | Tony Stewart     | Team Menard            | 2    |
| 15    | Mark Dismore     | Kelley Racing          | 9    |
| 16    | Robby Unser      | Cheever Racing         | 27   |
| 17    | Stéphan Grégoire | Chastain Motorsports   | 24   |
| 18    | Raul Boesel      | McCormack Motorsports  | 20   |
| 19    | Davey Hamilton   | Nienhouse Motorsports  | 13   |
| 20    | Roberto Guerrero | Pagan Racing           | 19   |
| 21    | Jeff Ward        | ISM Racing             | 8    |
| 22    | Scott Goodyear   | Panther Racing         | 15   |
| 23    | Donnie Beechler  | Cahill Racing          | 16   |
| 24    | Jim Guthrie      | Riley & Scott Cars     | 19   |
| 25    | Greg Ray         | Knapp Motorsports      | 4    |
| 26    | Billy Boat       | A.J. Foyt Enterprises  | 1    |
| 27    | Dave Steele      | Panther Racing         | 26   |
| 28    | Jack Miller      | Crest Racing           | 28   |